# Nicolás de la Hoz

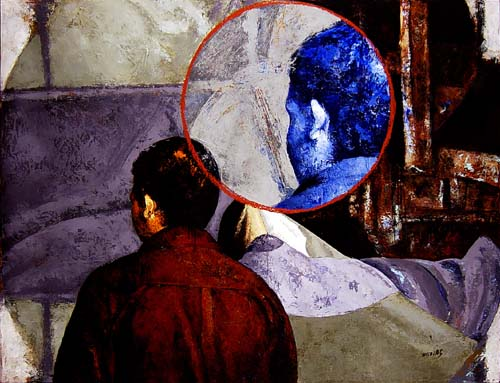
Rafael Nicolás De la Hoz, Cuarto Circulo, oleo y acrílico sobre tela, 2005.

Rafael Nicolás De la Hoz (Cartagena, Colombia, 1960) es un artista colombiano especializado en pintura. 

## Biografía
La mayor parte de su niñez la vivió entre las ciudades de Barranquilla y Bogotá. En 1984, estudió dibujo y pintura en el taller privado del artista David Manzur.

## Carrera artística
Antes del comienzo de su carrera artística, De la Hoz ha estado interesado en el proceso onírico y el mundo del inconsciente presentado en las teorías psicoanalíticas de Sigmund Freud y Carl Gustav Jung. El trabajo literario de Julio Cortázar, José Donoso y algunos de los cuentos tempranos de Gabriel García Márquez, dentro del llamado movimiento literario y pictórico "Realismo mágico", le invitaron a dar una interpretación plástica a su contenido. En sus composiciones ponemos varios espacios yuxtapuestos de diferentes estructuras geométricas, visualmente balanceadas. Objetos cotidianos, animales y personajes anónimos son presentados en su interior. De esta manera, De la Hoz nos sugiere una inexplicable interacción de realidades. Nicolás desarrolla su trabajo artístico principalmente a través de los recursos técnicos de la pintura. El color y las texturas juegan un papel importante en la integración de las estructuras presentes en sus diseños: "Cuando el contemplador se aproxima a una de sus telas, lo primero que descubre después de la fuerza de un dibujo excepcional, son sus refinadas texturas, que parecen hechas por las sutiles fauces del tiempo, o con delicadas redes que insinúan la idea de que De la Hoz inventó la pintura en Braille".
Los trabajos de De la Hoz han sido vendidos en algunas casas de subastas como Christie's y Sotheby's en Nueva York[cita requerida].